# Campeonato Panamericano de Taekwondo de 2022
El XXII Campeonato Panamericano de Taekwondo se celebró en Punta Cana (República Dominicana) en 2022 bajo la organización de la Unión Panamericana de Taekwondo.
En total se disputaron en este deporte dieciséis pruebas diferentes, ocho masculinas y ocho femeninas.

## Resultados

### Masculino
| Evento | Oro                                 | Plata                                          | Bronce                                                          |
| ------ | ----------------------------------- | ---------------------------------------------- | --------------------------------------------------------------- |
| –54 kg | Paulo Melo · Brasil                 | Andrés Mauricio Moreno · Colombia              | Nicholas Hoeflin · Canadá · Melvy Alvarez · Estados Unidos      |
| –58 kg | Yohandri Granado · Venezuela        | David Kim Estados Unidos                       | Brandon Plaza · México · Jefferson Ochoa · Colombia             |
| –63 kg | Gabriel Ramos · Brasil              | Lucas Guzmán Argentina                         | Carlos Navarro Valdez · México · Braven Park · Canadá           |
| –68 kg | Bernardo Pie · República Dominicana | Hervan Nkogho · Canadá                         | David Felipe Paz · Colombia · Ignacio Morales Puentes · Chile   |
| –74 kg | Edival Marques · Brasil             | René Lizárraga · México                        | Joshua Liu · Estados Unidos · Tae-Ku Park · Canadá              |
| –80 kg | Carl Nickolas Estados Unidos        | Moisés Daniel Hernández · República Dominicana | Henrique Marques Rodrigues · Brasil · David Robleto · Nicaragua |
| –87 kg | Ícaro Miguel Martins · Brasil       | Bryan Salazar Pérez · México                   | Michael Rodriguez · Estados Unidos · Jordan Stewart · Canadá    |
| +87 kg | Carlos Sansores Acevedo · México    | Jonathan Healy Estados Unidos                  | Maicon Siqueira · Brasil · Luis Álvarez · Venezuela             |

### Femenino
| Evento | Oro                                  | Plata                               | Bronce                                                                    |
| ------ | ------------------------------------ | ----------------------------------- | ------------------------------------------------------------------------- |
| –46 kg | Andrea Ramírez Vargas · Colombia     | Karoline Castillo · Panamá          | Laura Sancho · Costa Rica · Valéria Rodrigues dos Santos · Brasil         |
| –49 kg | Daniela Souza · México               | Viviane Tranquille · Canadá         | Daniella González · Guatemala · Lizette Salas · Estados Unidos            |
| –53 kg | Makayla Greenwood Estados Unidos     | Tamara Robles · Cuba                | Estefanie Yuliena Pedroza · Guatemala · Talisca Jezierski · Brasil        |
| –57 kg | Skylar Park · Canadá                 | Sandy Macedo · Brasil               | Fernanda Aguirre · Chile · Herma Liz Flores · Puerto Rico                 |
| –62 kg | Caroline Santos · Brasil             | Katherine Dumar Portacio · Colombia | Faith Dillon · Estados Unidos · Mell Mina · Ecuador                       |
| –67 kg | Milena Titoneli · Brasil             | Leslie Soltero · México             | Melissa Pagnotta · Canadá · Alena Viana · Estados Unidos                  |
| –73 kg | Madelynn Gorman-Shore Estados Unidos | Raphaella Galacho · Brasil          | Nalleli de Martín · República Dominicana · Victoria Heredia · México      |
| +73 kg | Gloria Mosquera · Colombia           | Gabriele Siqueira · Brasil          | Hannah Keck · Estados Unidos · Katherine Rodríguez · República Dominicana |

## Medallero
| Núm. | País                 | Oro | Plata | Bronce | Total |
| ---- | -------------------- | --- | ----- | ------ | ----- |
| 1    | Brasil               | 6   | 3     | 4      | 13    |
| 2    | Estados Unidos       | 3   | 2     | 7      | 12    |
| 3    | México               | 2   | 3     | 3      | 8     |
| 4    | Colombia             | 2   | 2     | 2      | 6     |
| 5    | Canadá               | 1   | 2     | 5      | 8     |
| 6    | República Dominicana | 1   | 1     | 2      | 4     |
| 7    | Venezuela            | 1   | 0     | 1      | 2     |
| 8    | Argentina            | 0   | 1     | 0      | 1     |
| 8    | Cuba                 | 0   | 1     | 0      | 1     |
| 8    | Panamá               | 0   | 1     | 0      | 1     |
| 11   | Chile                | 0   | 0     | 2      | 2     |
| 11   | Guatemala            | 0   | 0     | 2      | 2     |
| 13   | Costa Rica           | 0   | 0     | 1      | 1     |
| 13   | Ecuador              | 0   | 0     | 1      | 1     |
| 13   | Nicaragua            | 0   | 0     | 1      | 1     |
| 13   | Puerto Rico          | 0   | 0     | 1      | 1     |
|      | TOTAL                | 16  | 16    | 32     | 64    |